# Crystal (nome)
Crystal  è un nome proprio di persona inglese femminile.

## Varianti
- Femminili: Christal[1], Chrystal[1][2], Christal[2], Crystle[2], Kristal[1], Krystal[1][2], Krystelle[1], Krystle[1][2], Christel[2], Christelle[2], Christella[3], Chrystalla[3]

### Varianti in altre lingue
- Spagnolo latino-americano: Cristal[1]

## Origine e diffusione
Nome attestato a partire dal tardo XIX secolo, riprende il termine inglese crystal, che indica il vetro cristallo. Etimologicamente questo vocabolo, al pari dell'italiano "cristallo", proviene, tramite il latino crystallum, dal greco antico κρύσταλλος (krystallos), che vuol dire "ghiaccio" (da κρύος, krýos, "gelo", "freddo").
Va notato che la variante Chrystal è attestata anche come nome maschile, nel qual caso si tratta però di una'anglicizzazione di Críostal, la forma scozzese di Cristoforo.

## Onomastico
Non esistono sante che portano questo nome, che quindi è adespota; l'onomastico può essere festeggiato in occasione di Ognissanti, il 1º novembre.

## Persone
- Crystal Bayat, attivista afghana

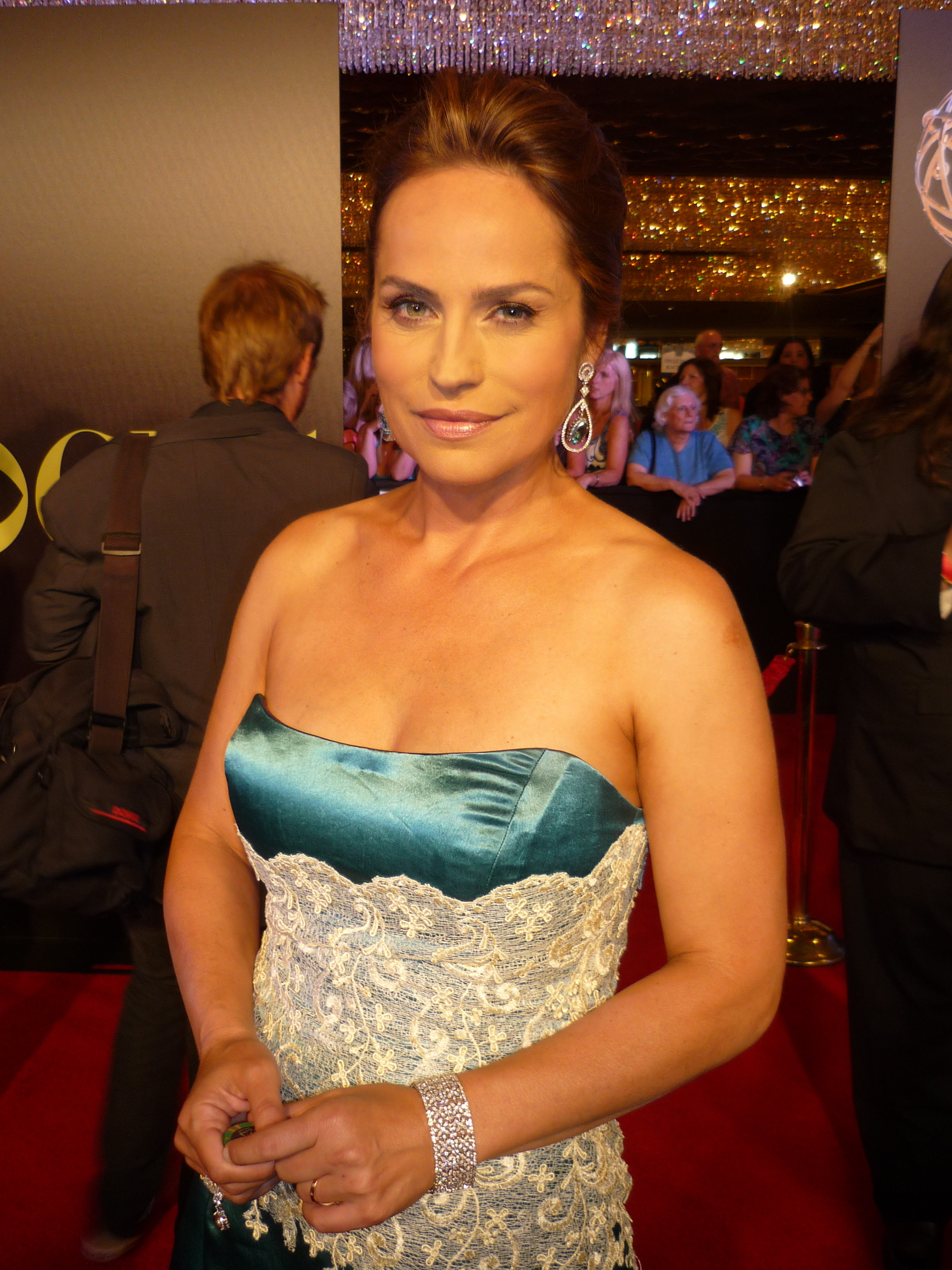
Crystal Chappell

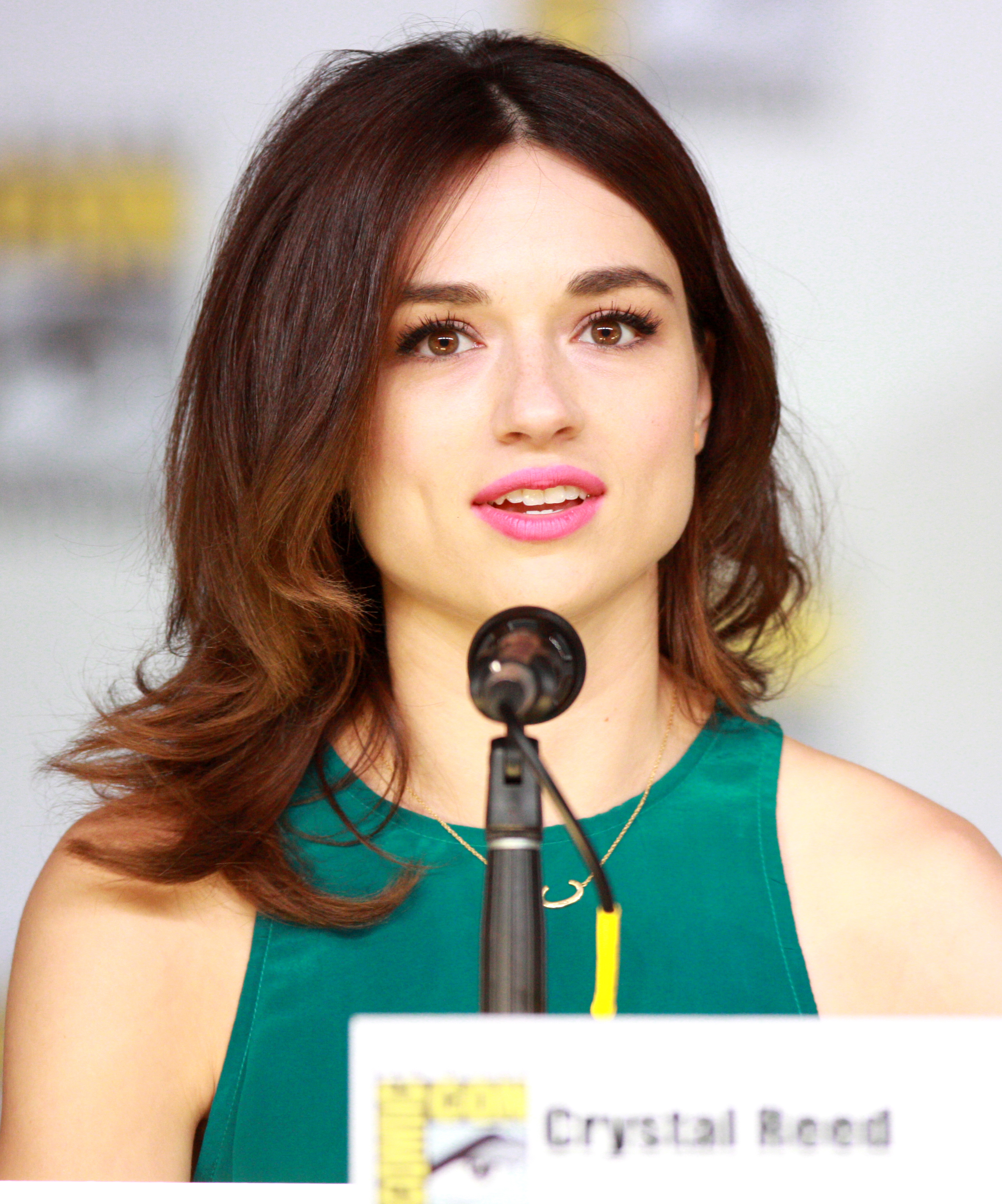
Crystal Reed

- Crystal Chappell, attrice statunitense
- Crystal Gayle, cantante statunitense
- Crystal Harris, modella statunitense
- Crystal Kay, cantante giapponese
- Crystal Langhorne, cestista statunitense
- Crystal Lowe, modella e attrice canadese
- Crystal McCahill, modella statunitense
- Crystal Reed, attrice statunitense
- Crystal Renn, scrittrice e modella statunitense
- Crystal Waters, cantante statunitense

### Varianti
- Kristel Köbrich, nuotatrice cilena
- Kristal Marshall, modella, attrice e wrestler statunitense
- Krystal Meyers, cantante statunitense
- Cristal Montañez, modella venezuelana
- Crystle Stewart, modella statunitense

## Il nome nelle arti
- Crystal è un personaggio dei fumetti Marvel Comics.
- Krystal è un personaggio della serie di videogiochi Star Fox.
- Lady Chrystal è un personaggio della serie anime La leggenda di Biancaneve.
- Crystal il Cigno è un personaggio maschile del manga e della serie anime I Cavalieri dello zodiaco (in originale giapponese Hyoga di Cygnus).
- Crystal Saint o Maestro dei Ghiacci nel doppiaggio televisivo italiano è un personaggio maschile del manga e della serie anime I Cavalieri dello zodiaco